# High Memory Area

Области памяти IBM PC

High Memory Area, HMA — начальный участок дополнительной памяти объёмом 65520 байт (64 килобайта минус 16 байт) с адресами от 10000016 до 10FFEF16 (сразу после Upper Memory Area), доступный в реальном режиме через верхние сегменты адресного пространства. Особенность процессоров 80286 и выше и построенных на них IBM PC/AT-совместимых компьютеров.

## Описание
Адресация памяти в процессорах 8086 и 8088 сегментная: полный (линейный) адрес памяти задаётся 16-битным номером сегмента («параграфа») и 16-битным смещением внутри этого сегмента (оба числа, как правило, записываются в шестнадцатеричной форме) и вычисляется по формуле
(сегмент) × 16 + (смещение).
(При этом один и тот же адрес может получаться из разных пар сегмент:смещение — например, полный адрес 100016 доступен и как 0000:1000, и как 0100:0000, и как 0060:0A00).
С помощью сегментной адресации доступны линейные адреса от 0 (0000:0000) до 10FFEF16 (FFFF:FFFF, 1088 Кб). Однако адресная шина процессоров 808x 20-битная и может адресовать только 220 байт (1024 Кб или 1 Мб) памяти, то есть область с адресами от 0 до FFFFF16 (от 0000:0000 до FFFF:000F). Адреса же от 10000016 до 10FFEF16 (от FFFF:0010 до FFFF:FFFF) — 21-битные, поэтому при их использовании возникает переполнение, 21-й бит теряется и, например, адрес 10000016 (FFFF:0010) указывает туда же, куда и адрес 0 (0000:0000).
В процессоре 80286 адресная шина 24-битная (возможна адресация 224 = 16 Мб памяти), поэтому в них переполнения не происходят.
Компьютеры IBM PC/AT построены на процессоре 80286, но из соображений совместимости с IBM PC и IBM PC/XT, построенных на процессорах 808x, в них был введён логический элемент (вентиль), отключающий 21-й адресный провод (A20) от схемы управления памятью. Этот логический элемент (Gate A20 (англ. A20 line)) управляется через контроллер клавиатуры (микросхема Intel 8042) и по умолчанию он включён.
Позднее были разработаны программы-драйверы, так называемые A20 handler, которые динамически управляют адресацией и позволяют приложениям, работающим в реальном режиме, использовать область памяти между 1024 и 1088 Кб.

## MS-DOS
Впервые HMA была использована в Windows 2.1 в 1988 году и функции A20 handler там выполнял драйвер HIMEM.SYS.
В 1991 году вышла MS-DOS 5.0, умеющая загружать в HMA своё ядро, тем самым освобождая 46 Кб основной памяти для приложений. Последующие версии MS-DOS также поддерживают такую возможность. Драйвер HIMEM.SYS был включён в состав MS-DOS.
Чтобы DOS загрузила своё ядро в HMA, в файл CONFIG.SYS нужно добавить строки:
```
device = HIMEM.SYS
dos = high

```

Другие приложения также могут использовать HMA с помощью функций DOS или прямо через функции HIMEM.SYS, хотя после переноса в HMA ядра DOS свободного места там почти не остаётся.

## Путаница названий
Слово англ. upper обычно переводят на русский как «верхний» («расположенный наверху»), но и слово high может переводиться как «верхний» (или «высокий» — «находящийся вверху»). С этим связано множество коллизий при переводе названий Upper Memory Area (Upper Memory Block) и High Memory Area.
В результате, в русскоязычной литературе продолжают использоваться оригинальные англоязычные написания — UMB и HMA (аббревиатура UMA практически не прижилась).
Кроме того, команды devicehigh и loadhigh, несмотря на слово high в названии, загружают программы в UMB, а не HMA. HMA DOS использует только для загрузки своего ядра (если использована команда dos=high или dos=high,umb).